# Piechota wybraniecka

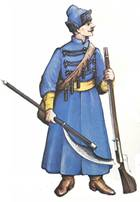
Mosquetero Polaco, 1683

Piechota wybraniecka (AFI: [pjɛˈxɔta vɨbraˈɲɛt͡ska], que en idioma polaco significa infantería escogida) también llamada piechota łanowa (infantería de łan) era un tipo de infantería en la comunidad polaco–lituana creada en 1578. Estaba compuesta por campesinos de las tierras de realengo (uno por cada 20 łans) que estaban exentas de retención o tierras revindicadas).
Fueron difíciles de reclutar:
- Mayoritariamente esto era debido a la carencia de una dinastía persistente en Polonia, cuya monarquía era electiva. Las tierras reales solían estar bajo ocupación y control, a menudo ilegal, de magnantes que se oponían a perder a sus campesinos. Estos nobles disponían del derecho conocido como liberum veto y podían por ello obstaculizar que el rey o los movimientos populares recuperaran esas tierras para la corona.
- Incluso en las tierras bajo control efectivo de la corona, los funcionarios reales podían reducir costes para la tesorería real limitando la equipación y entrenamiento de la unidad.
- Los intentos de expandir este deber militar tuvieron la oposición legal (liberum veto) de la nobleza szlachta, por lo que nunca fueron reclutados fuera de las tierras reales.
- Los campesinos "reales" armados eran muchas veces un problema para la estabilidad del obsoleto sistema político feudal del país como evidenció la rebelión de Jmelnytsky, apoyada por campesinado.
- La nobleza en Polonia (szlachta) era mucho más numerosa que en otros países, lo que permitía reclutar un ejército entre la pequeña y mediana nobleza sin recurrir a este sistema.

Finalmente esta infantería fue abandonada a comienzos del siglo XVIII, siendo reemplazado el deber por un impuesto en metálico para sufragar el ejército.